# Spilomyia manicata
Spilomyia manicata là một loài ruồi trong họ Ruồi giả ong (Syrphidae). Loài này được Rondani mô tả khoa học đầu tiên năm 1865. Spilomyia manicata phân bố ở vùng Cổ Bắc giới (Đan Mạch)